# Quimara Maganga
Quimara Maganga (Kimara Maganga) é uma localidade do Quênia situada na antiga província da Costa, no condado de Lamu.